# Острови (Луцький район)
Острови (до 2019 року — Островки) — село в Україні, у Луцькому районі Волинської області. Входить до складу Колківської селищної громади. Населення становить — 233 особи.

## Історія
У 1906 році село Колківської волості Луцького повіту Волинської губернії. Відстань від повітового міста 48 верст, від волості 3. Дворів 12, мешканців 127.
30 жовтня 2019 року Верховна Рада України перейменувала село Островки на село Острови.
12 червня 2020 року, відповідно до розпорядження Кабінету Міністрів України № 708-р «Про визначення адміністративних центрів та затвердження територій територіальних громад Волинської області», село увійшло у склад Колківської селищної громади.
19 липня 2020 року, в результаті адміністративно-територіальної реформи та ліквідації  Маневицького району, село увійшло до складу новоутвореного Луцького району.

## Населення
Згідно з переписом УРСР 1989 року чисельність наявного населення села становила 259 осіб, з яких 121 чоловік та 138 жінок.
За переписом населення України 2001 року в селі мешкали 232 особи.

### Мова
Розподіл населення за рідною мовою за даними перепису 2001 року:
| Мова       | Відсоток |
| ---------- | -------- |
| українська | 99,57 %  |
| російська  | 0,43 %   |

## Люди
В селі народився  Шевцов Георгій Іванович (нар. 1940) — український графік, плакатист.